# Eisler János
Eisler János (Kiskőrös, 1907. november 27. – Budapest, 1981. november 14.) okleveles gépészmérnök, a műszaki tudományok doktora (1955), nyugalmazott egyetemi tanár, a Villamosmérnöki Kar volt dékánja, a Nagyfeszültségû Technika és Készülékek Tanszék volt vezetője, a Népköztársasági Érdemérem arany fokozatának és a Munka Érdemrend ezüst fokozatának tulajdonosa, az oktatásügy kiváló dolgozója, a Magyar Elektrotechnikai Egyesület Bláthy-díjas és Elektrotechnika-díjas tiszteletbeli elnöke.

## Életpályája
1926-ban érettségizett a budapesti Bolyai Főreáliskolában. 1930-ban a Műegyetemen gépészmérnöki diplomát szerzett. 1930–1936 között a Műegyetem II. sz. Elektrotechnikai Tanszékén volt fizetés nélküli gyakornok, majd tanársegéd Söpkéz Sándor professzor irányítása mellett. 1935-ben egyetemi doktori címet szerzett. 1935–1939 között külső kutatómérnök volt a Felten és Guilleaume Kábelgyárnál; a Műegyetemen gyakorlatvezető is volt. 1940-től az Erőátviteli és Világítási Rt. (ERVILL) próbatermét vezette. A világháborúban első feleségét elhurcolták; aki soha nem tért vissza. 1948–1950 között a Villamosenergiai Igazgatóságnál főelőadóként dolgozott. 1949-ben az Erősáramú Szakosztály elnöke lett. 1950-ben egyetemi magántanár lett. 1950-ben kinevezték a Gazdasági és Műszaki Akadémia Energia Tanszékének vezetőjévé. 1951-ben a Budapesti Műszaki és Gazdaságtudományi Egyetem Villamosművek és Vasutak Tanszékének docensévé, majd tanszékvezető egyetemi tanárrá nevezték ki 1954-ig. 1951-től az esti és levelező képzést irányította, 1954–1957 között a Villamosmérnöki Kar dékánja volt. 1959-ben a Műszaki Tudományos Bizottságnak, valamint az Elektrotechnika Szerkesztő Bizottságának az elnökévé választották. 1961-ben vezetésével létrejött a Nagyfeszültségű Technika és Készülékek Tanszék. 1963–1964 között ismét dékánhelyettes volt. 1967-ben lemondott a tanszék vezetéséről. Egyetemi oktató és kutatómunkáját 1972-ig folytatta. 1972-ben nyugdíjba vonult.
Kutatási területe a szigetelőanyagok alkalmazásával kapcsolatos problémák voltak. Munkatársa volt az Uj Idők lexikonának. Tagja volt a Magyar Tudományos Akadémia Energetikai Főbizottságának, és titkára a CIGRÉ Magyar Nemzeti Bizottságának.

## Családja
Szülei Eisler Ede ügyvéd (1872–1949) és Dudás Julianna (1885–1970). 1947-ben másodjára kötött házasságot; Olga nevű lánya született, aki orvos lett, nevelt fia, Veress Imre pedig villamosmérnök volt.
Temetésére a Farkasréti temetőben került sor (60-18-119. fülke).

## Művei
- Transzformátorok gyártása és minőségi ellenőrzése (Budapest, 1952)
- Új szigetelőanyagok, szigetelőanyagok korszerű alkalmazása (Budapest, 1954)
- Szigetelőanyagok alkalmazása villamos gépekben és készülékekben (Budapest, 1957)
- Villamos készülékek szerkesztése (Budapest, 1957)
- Bevezetés a nagyfeszültségű technikába (Budapest, 1965)

## Díjai
- a Népköztársasági Érdemérem arany fokozata (1951)
- Bláthy Ottó Titusz-díj (1959)[9]
- Munka Érdemrend ezüst fokozata (1965)
- Elektrotechnika nagydíj (1973)[9]